# Stichting Natuur en Milieufederatie Drenthe
Stichting Natuur en Milieufederatie Drenthe werd in 1971 opgericht als samenwerkingsverband van natuurbeschermings- en milieuorganisaties in Drenthe en zetelt in Assen. Het is een van de 12 provinciale milieufederaties in Nederland. Bij de Natuur en Milieufederatie Drenthe zijn ruim veertig lokale natuur- en milieuorganisaties aangesloten.

## Doel en organisatie
De belangrijkste doelstelling is het bevorderen van duurzame ontwikkeling, milieubescherming en behoud en ontwikkeling van natuur en landschap. 

## Werkzaamheden
Samen met de aangesloten organisaties zet de Natuur en Milieufederatie Drenthe zich met actie, advies en voorlichting in voor natuur, milieu, landschap en duurzaamheid in de provincie Drenthe. Verder is de federatie actief bij het oplossen van natuur- en milieuproblemen en het genereren van draagvlak voor noodzakelijk geachte milieumaatregelen.

## Aangesloten organisaties
Bij de Natuur en Milieufederatie Drenthe zijn uiteenlopende organisaties aangesloten, die zich bezighouden met vogelstudie, voorlichting, natuurkampen, geluid, verzet tegen opslag van radio-actief afval, fietsen en gemeentelijk milieu-, natuur-, landschap- of ruimtelijk beleid. Aangesloten zijn onder meer:
- Antikernenergiegroepen, zoals de befaamde Atoomalarmgroep Gieten die zich verzet tegen ondergrondse opslag van afval.
- Fietsersbond; diverse regionale en lokale afdelingen.
- IVN; diverse regionale en lokale afdelingen.
- KNNV; diverse regionale en lokale afdelingen.
- Natuurwerkgroepen uit verschillende gemeenten.
- Nivon; diverse lokale en regionale afdelingen.
- Milieudefensie, afdeling Havelte/Westerveld.
- Milieugroepen uit verschillende gemeenten.
- Stichting Duurzaam Midden-Drenthe.
- Stichting Geluidhinder Baggelhuizen e.o.
- Vogelwacht Uffelte.
- Vrijwillig Bosbeheer Noord-Nederland.
- Werkgroep Avifauna Drenthe (WAD).
- WNF Regioteam Assen e.o.